# Seinäjoki Crocodiles
I Seinäjoki Crocodiles sono una squadra di football americano di Seinäjoki, in Finlandia; fondati nel 1987, hanno vinto 1 titolo nazionale, 1 titolo di secondo livello e (come Seinäjoki Gators) 1 titolo a 7 giocatori.

## Dettaglio stagioni

### Tornei nazionali

#### Campionato

##### Vaahteraliiga
| Stagione | regular season | regular season | regular season | regular season | regular season | regular season | playoff | playoff | playoff | playoff | playoff | playoff       | playoff             |
|          | Vin            | Par            | Per            | Tot            | PF             | PS             | Vin     | Per     | Tot     | PF      | PS      | risultato     | avversaria          |
| -------- | -------------- | -------------- | -------------- | -------------- | -------------- | -------------- | ------- | ------- | ------- | ------- | ------- | ------------- | ------------------- |
| 1998     | 6              | 0              | 4              | 10             | 301            | 226            | 0       | 1       | 1       | 0       | 62      | Semifinale    | Turku Trojans       |
| 2013     | 7              | 0              | 3              | 10             | 349            | 266            | 0       | 1       | 1       | 41      | 49      | Semifinale    | Helsinki Wolverines |
| 2014     | 8              | 0              | 2              | 10             | 373            | 126            | 0       | 1       | 1       | 7       | 28      | Semifinale    | Turku Trojans       |
| 2015     | 8              | 0              | 2              | 10             | 326            | 154            | 1       | 1       | 2       | 59      | 52      | Vaahteramalja | Helsinki Roosters   |
| 2016     | 11             | 0              | 1              | 12             | 425            | 179            | 1       | 1       | 2       | 14      | 19      | Vaahteramalja | Helsinki Roosters   |
| 2017     | 2              | 0              | 10             | 12             | 150            | 441            | -       | -       | -       | -       | -       | -             | -                   |
| 2018     | 3              | 0              | 7              | 10             | 213            | 413            | -       | -       | -       | -       | -       | -             | -                   |
| 2019     | 6              | 0              | 6              | 12             | 429            | 453            | 0       | 1       | 1       | 21      | 35      | Semifinale    | Helsinki Roosters   |
| 2020     | 3              | 0              | 2              | 5              | 137            | 99             | 0       | 1       | 1       | 13      | 35      | Semifinale    | Kuopio Steelers     |
| 2021     | 4              | 0              | 4              | 8              | 208            | 191            | 0       | 1       | 1       | 14      | 52      | Semifinale    | Kuopio Steelers     |
| 2022     | 8              | 0              | 4              | 12             | 379            | 226            | 1       | 1       | 2       | 42      | 42      | Vaahteramalja | Kuopio Steelers     |
| 2023     | 11             | 0              | 1              | 12             | 458            | 211            | 1       | 1       | 2       | 35      | 41      | Vaahteramalja | Porvoon Butchers    |
| 2024     | 8              | 0              | 4              | 12             | 433            | 264            | 1       | 1       | 2       | 49      | 63      | Vaahteramalja | Helsinki Roosters   |
| Totale   | 85             | 0              | 50             | 135            | 4181           | 3249           | 5       | 11      | 16      | 295     | 478     |               |                     |

Fonti: Enciclopedia del Football - A cura di Massimo Mezzetti

##### Naisten Vaahteraliiga
| Stagione | regular season | regular season | regular season | regular season | regular season | regular season | playoff | playoff | playoff | playoff | playoff | playoff    | playoff              |
|          | Vin            | Par            | Per            | Tot            | PF             | PS             | Vin     | Per     | Tot     | PF      | PS      | risultato  | avversaria           |
| -------- | -------------- | -------------- | -------------- | -------------- | -------------- | -------------- | ------- | ------- | ------- | ------- | ------- | ---------- | -------------------- |
| 2011     | 2              | 0              | 4              | 6              | 68             | 220            | -       | -       | -       | -       | -       | -          | -                    |
| 2012     | 3              | 0              | 5              | 8              | 92             | 253            | -       | -       | -       | -       | -       | -          | -                    |
| 2013     | 6              | 0              | 1              | 7              | 293            | 50             | 1       | 1       | 2       | 60      | 50      | Finale     | Helsinki Lady Demons |
| 2014     | 1              | 0              | 5              | 6              | 72             | 99             | -       | -       | -       | -       | -       | -          | -                    |
| 2015     | 3              | 0              | 4              | 7              | 129            | 192            | -       | -       | -       | -       | -       | -          | -                    |
| 2016     | 4              | 0              | 3              | 7              | 180            | 122            | 0       | 1       | 1       | 6       | 22      | Semifinale | Helsinki Roosters    |
| 2017     | 0              | 0              | 8              | 8              | 67             | 375            | -       | -       | -       | -       | -       | -          | -                    |
| Totale   | 19             | 0              | 30             | 49             | 901            | 1311           | 2       | 2       | 3       | 66      | 72      |            |                      |

Fonti: Enciclopedia del Football - A cura di Massimo Mezzetti

##### Naisten I-divisioona
| Stagione | regular season | regular season | regular season | regular season | regular season | regular season | playoff | playoff | playoff | playoff | playoff | playoff    | playoff            |
|          | Vin            | Par            | Per            | Tot            | PF             | PS             | Vin     | Per     | Tot     | PF      | PS      | risultato  | avversaria         |
| -------- | -------------- | -------------- | -------------- | -------------- | -------------- | -------------- | ------- | ------- | ------- | ------- | ------- | ---------- | ------------------ |
| 2018     | 3              | 0              | 3              | 6              | 98             | 104            | -       | -       | -       | -       | -       | -          | -                  |
| 2019     | 4              | 0              | 2              | 6              | 162            | 66             | 0       | 1       | 1       | 6       | 36      | Semifinale | West Coast Phoenix |
| 2020     | 2              | 0              | 2              | 4              | 88             | 74             | 0       | 1       | 1       | 0       | 36      | Semifinale | Mikkeli Bouncers   |
| 2024     | 3              | 0              | 4              | 7              | 85             | 83             | 1       | 1       | 2       | 24      | 23      | Finale     | Kuopio Steelers    |
| Totale   | 12             | 0              | 11             | 23             | 433            | 327            | 1       | 3       | 4       | 30      | 95      |            |                    |

Fonti: Enciclopedia del Football - A cura di Massimo Mezzetti

##### II-divisioona
| Stagione | regular season | regular season | regular season | regular season | regular season | regular season | playoff | playoff | playoff | playoff | playoff | playoff   | playoff    |
|          | Vin            | Par            | Per            | Tot            | PF             | PS             | Vin     | Per     | Tot     | PF      | PS      | risultato | avversaria |
| -------- | -------------- | -------------- | -------------- | -------------- | -------------- | -------------- | ------- | ------- | ------- | ------- | ------- | --------- | ---------- |
| 2007     | 1              | 0              | 5              | 6              | 33             | 268            | -       | -       | -       | -       | -       | -         | -          |
| 2009     | 2              | 0              | 6              | 8              | 135            | 248            | -       | -       | -       | -       | -       | -         | -          |
| 2022     | 1              | 0              | 5              | 6              | 70             | 143            | -       | -       | -       | -       | -       | -         | -          |
| Totale   | 4              | 0              | 16             | 20             | 238            | 659            | -       | -       | -       | -       | -       |           |            |

Fonti: Enciclopedia del Football - A cura di Massimo Mezzetti

##### Naisten II-divisioona
| Stagione | regular season | regular season | regular season | regular season | regular season | regular season | playoff | playoff | playoff | playoff | playoff | playoff    | playoff                           |
|          | Vin            | Par            | Per            | Tot            | PF             | PS             | Vin     | Per     | Tot     | PF      | PS      | risultato  | avversaria                        |
| -------- | -------------- | -------------- | -------------- | -------------- | -------------- | -------------- | ------- | ------- | ------- | ------- | ------- | ---------- | --------------------------------- |
| 2023     | 4              | 0              | 2              | 6              | 218            | 163            | 0       | 1       | 1       | 8       | 54      | Semifinale | Hyvinkää Falcons/Porvoon Butchers |
| Totale   | 4              | 0              | 2              | 6              | 218            | 163            | 0       | 1       | 1       | 8       | 54      |            |                                   |

Fonti: Enciclopedia del Football - A cura di Massimo Mezzetti

##### III-divisioona (a 7 giocatori)
| Stagione | regular season | regular season | regular season | regular season | regular season | regular season | playoff | playoff | playoff | playoff | playoff | playoff      | playoff           |
|          | Vin            | Par            | Per            | Tot            | PF             | PS             | Vin     | Per     | Tot     | PF      | PS      | risultato    | avversaria        |
| -------- | -------------- | -------------- | -------------- | -------------- | -------------- | -------------- | ------- | ------- | ------- | ------- | ------- | ------------ | ----------------- |
| 2010     | 2              | 0              | 4              | 6              | 68             | 126            | -       | -       | -       | -       | -       | -            | -                 |
| 2011     | 4              | 0              | 0              | 4              | 154            | 20             | -       | -       | -       | -       | -       | Campioni     | -                 |
| 2019     | 4              | 0              | 2              | 6              | 194            | 132            | 0       | 2       | 2       | 26      | 118     | Quarto posto | Pirkkala Spartans |
| Totale   | 10             | 0              | 6              | 16             | 416            | 278            | 0       | 2       | 2       | 26      | 118     |              |                   |

Fonti: Enciclopedia del Football - A cura di Massimo Mezzetti

##### IV-divisioona
| Stagione | regular season | regular season | regular season | regular season | regular season | regular season | playoff | playoff | playoff | playoff | playoff | playoff   | playoff    |
|          | Vin            | Par            | Per            | Tot            | PF             | PS             | Vin     | Per     | Tot     | PF      | PS      | risultato | avversaria |
| -------- | -------------- | -------------- | -------------- | -------------- | -------------- | -------------- | ------- | ------- | ------- | ------- | ------- | --------- | ---------- |
| 2014     | 0              | 0              | 4              | 4              | 18             | 134            | -       | -       | -       | -       | -       | -         | -          |
| 2018     | 0              | 0              | 6              | 6              | 0              | 180            | -       | -       | -       | -       | -       | -         | -          |
| Totale   | 0              | 0              | 10             | 10             | 18             | 314            | -       | -       | -       | -       | -       |           |            |

Fonti: Enciclopedia del Football - A cura di Massimo Mezzetti

### Tornei internazionali

#### European Football League (1986-2013)
| Stagione | regular season | regular season | regular season | regular season | regular season | regular season | playoff | playoff | playoff | playoff | playoff | playoff          | playoff          |
|          | Vin            | Par            | Per            | Tot            | PF             | PS             | Vin     | Per     | Tot     | PF      | PS      | risultato        | avversaria       |
| -------- | -------------- | -------------- | -------------- | -------------- | -------------- | -------------- | ------- | ------- | ------- | ------- | ------- | ---------------- | ---------------- |
| 2006     | 1              | 0              | 1              | 2              | 50             | 29             | -       | -       | -       | -       | -       | -                | -                |
| 2008     | 1              | 0              | 0              | 1              | 17             | 6              | 1       | 1       | 2       | 29      | 59      | Semifinale       | Vienna Vikings   |
| 2009     | -              | -              | -              | -              | -              | -              | 0       | 1       | 1       | 21      | 27      | Quarti di finale | Porvoon Butchers |
| Totale   | 2              | 0              | 1              | 3              | 67             | 35             | 1       | 2       | 3       | 50      | 86      |                  |                  |

Fonti: Enciclopedia del Football - A cura di Massimo Mezzetti

### Riepilogo fasi finali disputate
| Anno              | Luogo     | Evento                | Fase del torneo      | Incontro                                                 | Risultato    |
| 28-29 agosto 1998 | Turku     | Vaahteraliiga         | Semifinale           | Turku Trojans - Seinäjoki Crocodiles                     | 62 - 0       |
| 31 maggio 2008    | Vienna    | EFL                   | Semifinale           | Vienna Vikings - Seinäjoki Crocodiles                    | 43 - 7       |
| 16 maggio 2009    | Seinäjoki | EFL                   | Quarti di finale     | Seinäjoki Crocodiles - Porvoon Butchers                  | 21 - 27 o.t. |
| 17 agosto 2013    | Helsinki  | Naisten Vaahteraliiga | Finale               | Helksinki Lady Demons - Seinäjoki Crocodiles             | 44 - 12      |
| 25 agosto 2013    | Seinäjoki | Vaahteraliiga         | Semifinale           | Seinäjoki Crocodiles - Helsinki Wolverines               | 41 - 49      |
| 7 settembre 2014  | Turku     | Vaahteraliiga         | Semifinale           | Turku Trojans - Seinäjoki Crocodiles                     | 28 - 7       |
| 12 settembre 2015 | Helsinki  | Vaahteraliiga         | Vaahteramalja        | Seinäjoki Crocodiles - Helsinki Roosters                 | 31 - 45      |
| 31 luglio 2016    | Helsinki  | Naisten Vaahteraliiga | Finale               | Helsinki Roosters - Seinäjoki Crocodiles                 | 22 - 6       |
| 3 settembre 2016  | Helsinki  | Vaahteraliiga         | Vaahteramalja        | Seinäjoki Crocodiles - Helsinki Roosters                 | 0 - 10       |
| 25 agosto 2019    | Raisio    | Naisten I-divisioona  | Semifinale           | West Coast Phoenix - Seinäjoki Crocodiles                | 36 - 6       |
| 7 settembre 2019  | Kouvola   | III-divisioona        | Finale 3º - 4º posto | Pirkkala Spartans - Seinäjoki Gators                     | 44 - 6       |
| 7 settembre 2019  | Helsinki  | Vaahteraliiga         | Semifinale           | Helsinki Roosters - Seinäjoki Crocodiles                 | 35 - 21      |
| 29 agosto 2020    | Mikkeli   | Naisten I-divisioona  | Semifinale           | Mikkeli Bouncers - Seinäjoki Crocodiles                  | 36 - 0       |
| 5 settembre 2020  | Kuopio    | Vaahteraliiga         | Semifinale           | Kuopio Steelers - Seinäjoki Crocodiles                   | 35 - 13      |
| 3 settembre 2021  | Kuopio    | Vaahteraliiga         | Semifinale           | Kuopio Steelers - Seinäjoki Crocodiles                   | 52 - 14      |
| 10 settembre 2022 | Kuopio    | Vaahteraliiga         | Vaahteramalja        | Kuopio Steelers - Seinäjoki Crocodiles                   | 21 - 14      |
| 22 luglio 2023    | Porvoo    | Naisten II-divisioona | Semifinale           | Hyvinkää Falcons/Porvoon Butchers - Seinäjoki Crocodiles | 54 - 8       |
| 9 settembre 2023  | Seinäjoki | Vaahteraliiga         | Vaahteramalja        | Seinäjoki Crocodiles - Porvoon Butchers                  | 7 - 27       |
| 10 agosto 2024    | Kuopio    | Naisten I-divisioona  | Finale               | Kuopio Steelers - Seinäjoki Crocodiles                   | 17 - 0       |
| 8 settembre 2024  | Seinäjoki | Vaahteraliiga         | Vaahteramalja        | Helsinki Roosters - Seinäjoki Crocodiles                 | 49 - 14      |

## Palmarès
- 1 Vaahteramaljan (2001)
- 1 Spaghettimaljan (1991)
- 1 Campionato di II-divisioona (1989)
- 1 Campionato di III-divisioona (2011)
- 3 Campionati Under-17 a 11 (2012, 2013, 2017)
- 1 Campionato Under-17 a 7 (2015)
- 1 Campionato Under-15 a 9 (2016)